# Episodi di Starsky & Hutch (terza stagione)
Questa voce contiene trame, dettagli e crediti dei registi e degli sceneggiatori della terza stagione della serie televisiva Starsky & Hutch, interpretata da Paul Michael Glaser (David Starsky) e David Soul (Ken "Hutch" Hutchinson). 
Negli Stati Uniti, questa stagione andò in onda dal 17 settembre 1977 al 17 maggio 1978. In Italia, 15 episodi di questo ciclo furono trasmessi da Rai 2 nella stagione televisiva 1980-1981 (tra il 29 gennaio e il 9 luglio 1981), mentre 6 episodi furono trasmessi tra il 17 marzo e il 22 aprile 1983, tranne il sedicesimo episodio trasmesso nel giugno 1984. Nel primo passaggio televisivo italiano, non fu seguito l'ordine cronologico originale.
La stagione vide la partecipazione di varie guest star, come Debra Feuer e Joan Collins (episodi 1 e 2), Suzanne Somers, Vincent Schiavelli (5), Charles Pierce (6), Dee Wallace (7), Karen Carlson (8, moglie di David Soul), Alex Rocco (9 e 10), Danny DeVito (11), Melanie Griffith (13), Gary Lockwood (14), Pat Morita (16), Veronica Hamel (19) e Philip Michael Thomas (22). In più, gli episodi 18 e 23 furono diretti da Paul Michael Glaser, mentre David Soul diresse l'episodio 12. A causa di una preoccupazione per l'eccessiva violenza, i produttori furono costretti a diminuire le scene di azione in favore di contenuti più sociali e drammatici, con storie spesso dall'atmosfera più oscura rispetto alle prime 2 stagioni, in particolar modo sulla prima, che aveva episodi classici per una serie poliziesca (l'episodio stanza 305 è il primo episodio televisivo a trattare il tema dell'omosessualità). Fu candidata ai Golden Globe come miglior serie drammatica e vinse il TP De Oro de Spain come miglior serie straniera e sia David Soul che Paul Michael Glaser ricevettero la nomination come migliori attori stranieri. 
| nº | Titolo originale                                                                | Titolo italiano                              | Prima TV USA      | Prima TV Italia |
| -- | ------------------------------------------------------------------------------- | -------------------------------------------- | ----------------- | --------------- |
| 1  | Starsky & Hutch on Playboy Island (part 1) (o Murder on Voodoo Island (part 1)) | Delitto all'isola di Playboy (prima parte)   | 17 settembre 1977 | 27 marzo 1983   |
| 2  | Starsky & Hutch on Playboy Island (part 2) (o Murder on Voodoo Island (part 2)) | Delitto all'isola di Playboy (seconda parte) | 17 settembre 1977 | 27 marzo 1983   |
| 3  | Fatal Charm                                                                     | Fascino fatale                               | 24 settembre 1977 | 17 marzo 1983   |
| 4  | I Love You, Rosey Malone                                                        | Ti amo, Rosey Malone                         | 1º ottobre 1977   | 16 aprile 1981  |
| 5  | Murder Ward                                                                     | La clinica della morte                       | 8 ottobre 1977    | 18 giugno 1981  |
| 6  | Death in a Different Place                                                      | Stanza 305                                   | 15 ottobre 1977   | 23 aprile 1981  |
| 7  | The Crying Child                                                                | Una madre esemplare                          | 22 ottobre 1977   | 30 aprile 1981  |
| 8  | The Heroes                                                                      | Gli eroi                                     | 29 ottobre 1977   | 29 gennaio 1981 |
| 9  | The Plague (part 1)                                                             | La peste (prima parte)                       | 19 novembre 1977  | 20 marzo 1983   |
| 10 | The Plague (part 2)                                                             | La peste (seconda parte)                     | 26 novembre 1977  | 20 marzo 1983   |
| 11 | The Collector                                                                   | L'esattore                                   | 3 dicembre 1977   | 7 maggio 1981   |
| 12 | Manchild on the Streets                                                         | Ragazzi di strada                            | 10 dicembre 1977  |                 |
| 13 | The Action                                                                      | Gioco d'azzardo                              | 7 gennaio 1978    | 5 febbraio 1981 |
| 14 | The Heavyweight                                                                 | Il peso massimo                              | 14 gennaio 1978   | 14 maggio 1981  |
| 15 | A Body Worth Guarding                                                           | La guardia del corpo                         | 25 gennaio 1978   | 11 giugno 1981  |
| 16 | The Trap (o Game Set Death)                                                     | La trappola                                  | 1º febbraio 1978  | 8 giugno 1984   |
| 17 | Satan's Witches                                                                 | Le streghe di Satana                         | 8 febbraio 1978   | 25 giugno 1981  |
| 18 | Class in Crime                                                                  | La filosofia del crimine                     | 15 febbraio 1978  | 2 luglio 1981   |
| 19 | Hutchinson: Murder One (o Hutchinson for Murder One)                            | Omicidio di 1° grado                         | 22 febbraio 1978  | 21 maggio 1981  |
| 20 | Foxy Lady                                                                       | Furba come una volpe                         | 1º marzo 1978     | 9 luglio 1981   |
| 21 | Partners                                                                        | Nemici per la pelle                          | 26 febbraio 1977  | 22 aprile 1983  |
| 22 | Quadromania                                                                     | Radiotaxi                                    | 10 maggio 1978    | 28 maggio 1981  |
| 23 | Deckwatch                                                                       | Il coraggio di Anna                          | 17 maggio 1978    | 4 giugno 1981   |